# The Astounding Eyes of Rita
Albums de Anouar Brahem
Le Voyage de Sahar
(2006) Souvenance
(2014)
The Astounding Eyes of Rita est le dixième album du musicien de jazz tunisien Anouar Brahem, paru en 2009 sous le label ECM.
Cet album est un hommage au poète palestinien disparu Mahmoud Darwich, auquel il emprunte son titre.

## Historique
L'album, produit par Manfred Eicher, a été enregistré en 2009 par Stefano Amerio pour le label ECM.

## Titres
1. The Lover of Beirut
2. Dance with Waves
3. Stopover at Djibouti
4. The Astounding Eyes of Rita
5. Al Birwa
6. Galilee mon amour
7. Waking State
8. For no Apparent Reason

## Musiciens
- Anouar Brahem : oud
- Klaus Gesing : clarinette basse
- Björn Meyer : guitare basse

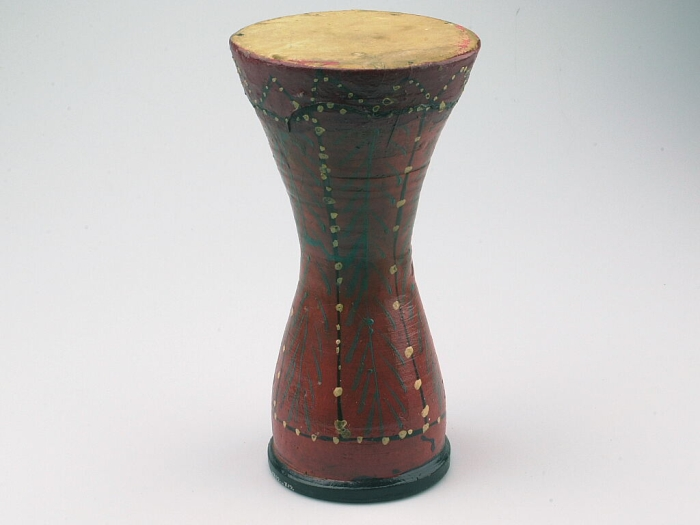
Darbouka.

- Khaled Yassine : darbouka et bendir (percussions)